# Браун (округ, Техас)
Шаблон:StateAbbr_ 31°46′ пн. ш. 99°00′ зх. д. / 31.77° пн. ш. 99° зх. д.
О́круг Бра́ун (англ. Brown County) — округ (графство) у штаті Техас, США. Ідентифікатор округу 48049.

## Історія
Округ утворений 1856 року.

## Демографія
За даними перепису 2000 року загальне населення округу становило 37674 осіб, зокрема міського населення було 22044, а сільського — 15630. Серед мешканців округу чоловіків було 18587, а жінок — 19087. В окрузі було 14306 домогосподарств, 10013 родин, які мешкали в 17889 будинках. Середній розмір родини становив 2,98.
Віковий розподіл населення поданий у таблиці:
| Стать    | До 15 років | 15-21 | 22-29 | 30-39 | 40-49 | 50-65 | 65-85 | Понад 85 |
| -------- | ----------- | ----- | ----- | ----- | ----- | ----- | ----- | -------- |
| Чоловіки | 3981        | 2436  | 1731  | 2389  | 2508  | 3015  | 2275  | 252      |
| Жінки    | 3685        | 2104  | 1663  | 2259  | 2604  | 3120  | 3009  | 643      |

## Суміжні округи
- Істленд — північ
- Команчі — північний схід
- Міллс — південний схід
- Сан-Саба — південь
- Маккалох — південний захід
- Коулман — захід
- Каллеген — північний захід

## Виноски
1. ↑  U.S. Decennial Census. United States Census Bureau. Архів оригіналу за 26 квітня 2015. Процитовано 19 квітня 2015.
2. ↑  Texas Almanac: Population History of Counties from 1850–2010 (PDF). Texas Almanac. Архів оригіналу (PDF) за 26 лютого 2015. Процитовано 19 квітня 2015.
3. ↑  State & County QuickFacts. United States Census Bureau. Архів оригіналу за 7 липня 2011. Процитовано 8 грудня 2013. [Архівовано 2011-10-18 у Wayback Machine.](англ.) Наведено за англійською вікіпедією.
4. ↑  American FactFinder. Бюро перепису населення США. Архів оригіналу за 26 лютого 2012. Процитовано 31 січня 2008. [Архівовано 2008-05-21 у Wayback Machine.]

| США | Це незавершена стаття з географії США. Ви можете допомогти проєкту, виправивши або дописавши її. |